# Kleingebiet Adony
Das Kleingebiet Adony (ungarisch Adonyi kistérség) war bis Ende 2012 eine ungarische Verwaltungseinheit (LAU 1) innerhalb des Komitats Fejér in Mitteltransdanubien. Im Zuge der Verwaltungsreform von 2013 wurde das Kleingebiet aufgelöst und sieben Ortschaften dem Kreis Dunaújváros (ungarisch Dunaújvárosi járás) zugeteilt, die Gemeinde Szabadegyháza dem Kreis Gárdony (ungarisch Gárdonyi járás).
Zum Jahresende 2012 lebten im Kleingebiet auf einer Fläche von 319,96 km² 24.143 Einwohner. Der Verwaltungssitz war Adony.

## Städte (város)
- Adony (3.714 Ew.)
- Pusztaszabolcs (6.026 Ew.)

## Gemeinden (község)
Nachfolgende sechs Gemeinden gehörten zum Kleingebiet Adony. Perkáta war eine Großgemeinde (ungarisch nagyközség) und zählte 3.987 Einwohner.
| Beloiannisz | Besnyő  | Iváncsa       |
| Kulcs       | Perkáta | Szabadegyháza |